# پیریدوکسال فسفات
پیریدوکسال فسفات (به انگلیسی: Pyridoxal phosphate) با فرمول شیمیایی C8H10NO6P شکل فعال ویتامین ب۶ است که کوانزیم برخی ار واکنش‌های آنزیمی در موجودات زنده است. .این ترکیب با شناسه پاب‌کم 1051 دارای جرم مولی ۲۴۷٫۱۴۲ گرم بر مول می‌باشد. 
ویتامین ب ۶ نقش مهمی در ساخته شدن دوپامین در مغز میتواند داشته باشد . 
ب عنوان مکمل در کنار داروی ال_دوپا برای پیشساز دوپامین توصیه میشود. 
ال_دوپا پیش ساز ساخت دوپامین در مغز است ک با عبور از سد خونی مغزی مقدار دوپامین را در مغز ب حد مطلوب میرساند .و ب طور عمده در درمان پارکسینون تجویز میشود .  